# Kleptochthonius charon
Kleptochthonius charon är en spindeldjursart som beskrevs av William B. Muchmore 1965. Kleptochthonius charon ingår i släktet Kleptochthonius och familjen käkklokrypare. Inga underarter finns listade i Catalogue of Life.